# Воробьёв, Аркадий Никитич
Арка́дий Ники́тич (Никитович) Воробьёв (3 октября 1924, Тетюши — 22 декабря 2012, Москва) — советский тяжелоатлет, учёный, писатель. Заслуженный мастер спорта СССР (1952), Заслуженный тренер СССР (1964). Олимпийский чемпион (1956, 1960 годов), бронзовый призёр 1952 года, неоднократный чемпион и рекордсмен мира (26 рекордов мира), Европы и СССР в 1950—1959 годах. Участник Великой Отечественной войны.
В честь Аркадия Воробьёва в Тетюшах названа улица.

## Биография
Родился в крестьянской семье. Отец — Никита Яковлевич Воробьёв (1865—1940), мать — Прасковья Александровна (прожила 89 лет). Был младшим в семье после старшей сестры Нины и брата Бориса. Отец и его братья были известными кулачными бойцами.
С 1928 по 1933 годы семья жила в Баку, спасаясь от голода. Детство и юношество прошли на берегах Волги, в городе Тетюши, куда вскоре переехала семья.
На фронт попал в 1943 году. Курс молодого красноармейца проходил в Кобулети, затем прошёл обучение в школе водолазов в Геленджике. После её окончания был направлен служить на Черноморский флот. Имел контузию, удостоился боевых наград, включая медаль «За отвагу», орден Красной Звезды и орден Отечественной войны II степени. После войны участвовал в восстановлении одесского порта. Там же в 1946 году увлёкся тяжёлой атлетикой. Тренировался в спортивном клубе «Водник», выполнил норматив «Мастер спорта СССР» и завоевал звание «Чемпион Черноморского флота».
В 1947—1963 годах проживал в Свердловске, был депутатом Свердловского горсовета, первым председателем депутатской комиссии по физической культуре и спорту Свердловского горисполкома.
Член КПСС с 1954 года.
Участник трёх Олимпиад. На своей первой Олимпиаде в Хельсинки (1952) стал бронзовым призёром. Две последующие Аркадий Воробьёв выигрывает с мировыми рекордами. Пятикратный чемпион мира (1953, 1954, 1955, 1957, 1958). Пятикратный чемпион Европы (1950, 1953, 1954, 1955, 1958). Десятикратный чемпион СССР (1950—1959). Чемпион Спартакиады дружественных армий 1958. В среднем и полутяжелом весах установил 26 рекордов Мира и 40 рекордов СССР.
В 1960-е годы был старшим тренером сборной команды СССР и дважды в 1964 и 1968 году приводил её к победам на Олимпийских играх.
Окончил Свердловский медицинский институт (1957).
С 1963 года проживал в посёлке Малаховка, Московской области. До 1977 года возглавлял кафедру тяжелой атлетики Центрального института физической культуры имени В. И. Ленина. Доктор медицинских наук (1970), профессор (1972).
В 1977—1991 гг. — ректор МОГИФК.
В 1995 году Воробьёв был включён в Зал славы Международной федерации тяжёлой атлетики.
Умер 22 декабря 2012 года. Похоронен на Востряковском кладбище Москвы.
На Аллее спортивной славы ЦСКА в Москве установлен бронзовый бюст Аркадия Воробьёва.
В 2010 году установлена мемориальная доска в Екатеринбурге на доме, где жил А. Н. Воробьёв (улица Куйбышева, 48б).

### Семья
Жена Эльвина Илларионовна. Дочери Алена и Наталья.

## Награды
- орден «За заслуги перед Отечеством» IV степени (6 января 1995) — за заслуги перед государством, успехи, достигнутые в труде, науке, культуре, искусстве, большой вклад в развитие дружбы и сотрудничества между народами
- Орден Дружбы (22 декабря 2005)
- орден Ленина (27 апреля 1957) — за успехи, достигнутые в деле развития массового физкультурного движения в стране, повышения мастерства советских спортсменов, и успешное выступление на международных соревнованиях
- орден Отечественной войны II степени (11 марта 1985)
- орден Трудового Красного Знамени (5 февраля 1969)
- орден Дружбы народов (2 июня 1981)
- орден «Знак Почёта» (16 сентября 1960) — за успешные выступления в XVII летних и VIII зимних Олимпийских играх 1960 года, а также за выдающиеся спортивные достижения[6]
- медаль «За отвагу» (27 сентября 1944)
- Медаль «За победу над Германией в Великой Отечественной войне 1941—1945 гг.»
- Почётный знак «За заслуги в развитии физической культуры и спорта» (1999)